# Ağcabədi (district)
Ağcabədi (ook geschreven als Agjabadi, Agdjabadi of Agdjabedi) is een district in Azerbeidzjan.
Ağcabədi telt 125.700 inwoners (01-01-2012) op een oppervlakte van 1760 km²; de bevolkingsdichtheid is dus 71,4 inwoners per km².